# Jill Barber
Jill Barber (née le 6 février 1980) est une autrice-compositrice-interprète canadienne. Initialement associée au genre folk-pop, elle a joué du jazz vocal sur ses plus récents albums.

## Jeunesse et formation
Jill Barber est née et a grandi à Port Credit, un quartier sur la rive du Lac Ontario à Mississauga, juste à l'ouest de Toronto. Son frère est le chanteur-auteur-compositeur Matthew Barber. Elle a étudié à l'Université Queen's avant de poursuivre sa carrière musicale à temps plein.

## Carrière

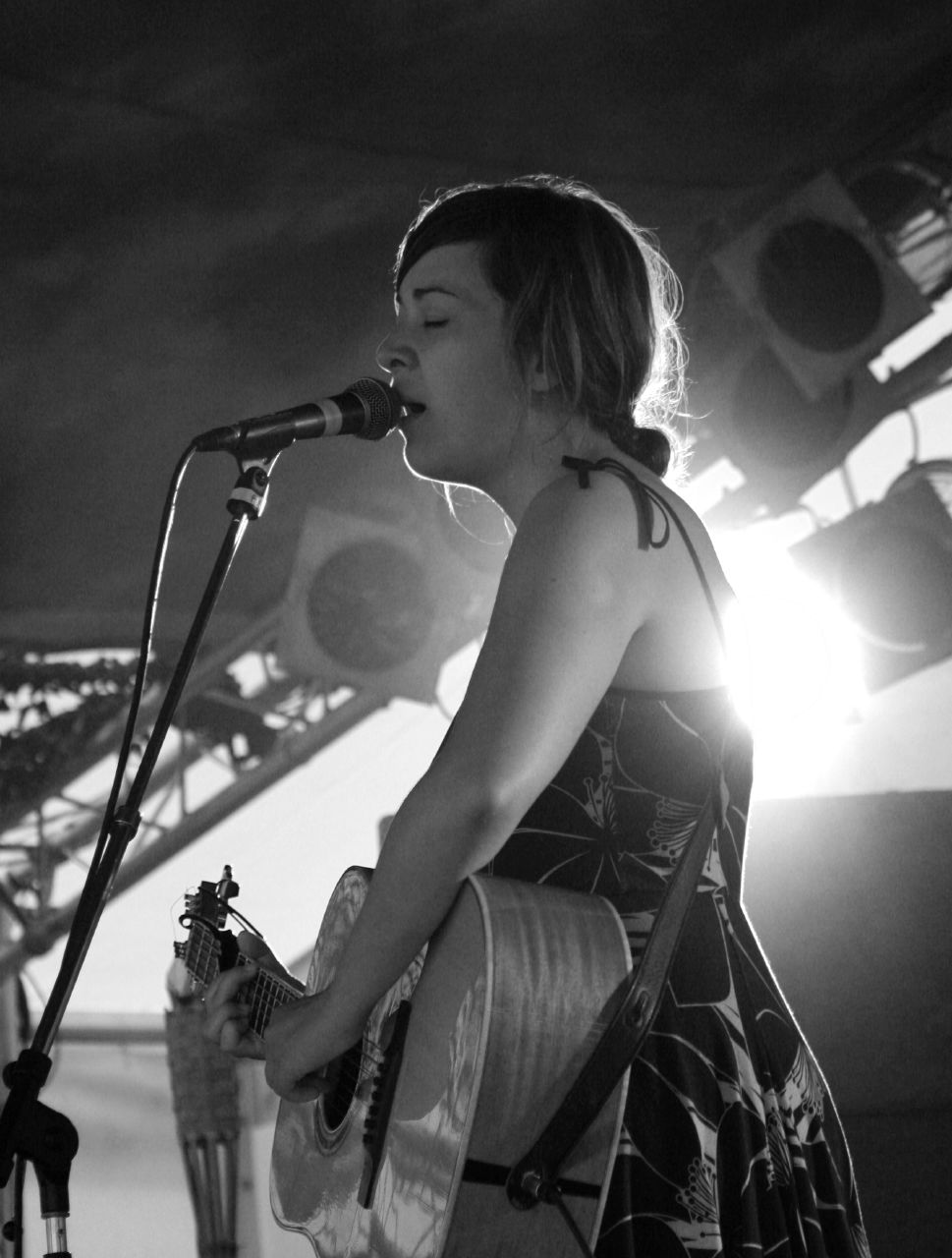
Jill Barber chantant au festival de l'Été 2007 Sundae festival à Leicester, en Angleterre

Jill Barber remporté le prix de l'Artiste Féminine de l'Enregistrement de l'année pour son premier album Oh Heart au Music Nova Scotia Awards en 2005. En 2007, elle a remporté sa quatrième victoire en tant que Meilleur Artiste Solo (Femmes) de l'annuel de The Coast's, « Best of Music Reader's Poll», et sa première victoire en tant que Meilleur Artiste Canadien en Solo (Femmes).
De février à mars 2007, elle a fait la tournée de l'est du Canada avec Dan Hill dans le cadre du show à la CBC Radio de Stuart McLean, The Vinyl Cafe. Elle a fait une seconde fois le Vinyl Cafe Tour en 2009, chantant à travers le Canada avec Matt Anderson. En 2008, elle publié Chances, un album de jazz avec des arrangements orchestraux pleins qui ont été partiellement co-écrit avec son producteur, Les Cooper, tout en collaborant à plusieurs chansons avec la légende canadienne de la musique Ron Sexsmith.
Cet album a conduit à un nouveau niveau dans les tournées de rejoindre les auditoires à travers le monde, tout en gagnant de deux Prix Juno nominations dont celui du Nouvel Artiste de l'Année. La chanson-titre de cet album est en vedette dans la série Netflix Orange is the New Black, à la fin du premier épisode de la première saison.
Elle a continué avec l'album Mischievous Moon, publié par Outside Music en 2011. Dans la même année, Jill et Matthew Barber ont collaboré sur une reprise de « Your Sunshine » de « The Hardship Post », qui est apparu sur l'album de compilation Have Not Been the Same - Vol. 1 : Too Cool to Live, Too Smart to Die.
Jill Barber chante principalement en anglais, mais elle a également enregistré et interprété en français des traductions de deux de ses chansons, « All My Dreams » (« Tous mes rêves ») et « Tell Me » (« Dis-moi »). Son album Chansons, une sélection de reprises de morceaux classiques du Québec et de la France, a été son premier album de enregistré et réalisé entièrement en français. Il a été publié en 2013.
En 2012, elle a remporté le prix Artiste de Jazz de l'Année de SiriusXM, ainsi que l'Album Francophone de l'Ouest Canadien de l'Année pour Chansons. En 2016, elle co-produit un The Family Album, avec son frère Matthew Barber, qui est aussi un chanteur-compositeur-interprète.

### Auteure
Jill Barber a écrit deux livres pour enfants, Baby's Lullaby et Music is for Everyone.

## Charité
Elle est un mentor pour les jeunes femmes dans le cadre de la Girls Action Foundation's Light A Spark initiative, et l'ambassadeur de Save the Children.

## Vie privée
Jill Barber est mariée à Grant Lawrence de la CBC Radio 3. Ils ont deux enfants.

## Discographie
- 2002 : A Note to Follow SO
- 2004 : Oh Heart (Ep)
- 2006 : For All Time
- 2007 : A New Kind of Light (Jill Barber, Rose Cousins, Meaghan Smith)
- 2008 : Chances
- 2011 : Mischievious Moon
- 2013 : Chansons
- 2014 : Fool's Gold
- 2016 : The Family Album (Jill Barber, Matthew Barber)
- 2018 : Metaphora
- 2020 : Entre nous
- 2023 : Homemaker
- 2024 : Encore!

## Prix et nominations
- 2005 : East Coast Music Awards
  - nommée Artiste Féminine de l'Année
  - nommée Folk Enregistrement de l'Année pour l'album Oh Heart
- 2007 : East Coast Music Awards
  - a remporté celui du Meilleur Album de l'Année pour l'album For All Time
  - a remporté l'Artiste Féminine de l'Année
  - nommé Folk Enregistrement de l'Année
  - nommé Compositeur de l'Année pour la chanson «Don't Go Easy»
- 2008 : Prix Juno
  - nommé Nouvel Artiste de l'Année
- 2017 : Prix Juno
  - nommé  Album de l'Année de Contemporain pour l'album The Family Album (partagé avec Matthew Barber)